# Henderson-Hasselbalch-Gleichung
Die Henderson-Hasselbalch-Gleichung, auch Puffergleichung genannt, beschreibt den Zusammenhang zwischen dem pH-Wert und der Lage des Gleichgewichts einer Säure-Base-Reaktion zwischen einer mittelstarken Säure und ihrer korrespondierenden mittelstarken Base in verdünnten (≤ 1 mol/l), wässrigen Lösungen. Sie kann außerdem verwendet werden um den pH-Wert eines Gemischs aus einer mittelstarken Säure mit einer mittelstarken Base zu berechnen.
Sie geht auf Lawrence J. Henderson und Karl Albert Hasselbalch zurück. Henderson entwickelte seine nach ihm benannte Gleichung 1908. Hasselbalch konnte die Henderson-Gleichung experimentell beim menschlichen Blut bestätigen und schrieb die Gleichung 1916 um, um statt der Wasserstoffionenkonzentration den pH-Wert zu berechnen. Fälschlicherweise wird die Gleichung, oft auch in Fachliteratur, als Henderson-Hasselbach-Gleichung bezeichnet.
Diese Gleichung wird insbesondere bei der pH-Wert-Berechnung von Pufferlösungen verwendet und beschreibt einen Teil des  Verlaufs von Säure-Base-Titrationskurven von mittelstarken Säuren oder mittelstarken Basen.

## Definition
Sie leitet sich aus einer allgemeinen Säure-Base-Reaktion ab:
{\displaystyle \mathrm {HA+H_{2}O\rightleftharpoons \ A^{-}+H_{3}O^{+}} }
hierbei ist HA eine allgemeine Säure und A− ihre korrespondierende Base. Für diese Reaktionsgleichung lässt sich das Massenwirkungsgesetz unter Verwendung der Säurekonstante {\displaystyle K_{\mathrm {S} }=K\cdot c(\mathrm {H_{2}O} )} von HA formulieren. Nach Logarithmieren lassen sich unter Verwendung einfacher Umformungen der {\displaystyle \mathrm {p} K_{\mathrm {S} }}-Wert
{\displaystyle \mathrm {p} K_{\mathrm {S} }=-\log _{10}\left(K_{\mathrm {S} }\cdot \mathrm {\frac {l}{mol}} \right)}
und der pH-Wert
{\displaystyle \mathrm {pH} =-\log _{10}\left[a\left(\mathrm {{H}_{3}O^{+}} \right)\right]\approx -\log _{10}\left[c\left(\mathrm {{H}_{3}O^{+}} \right)\,\cdot \mathrm {\frac {l}{mol}} \right]}
in die Gleichung einführen, wodurch die Henderson-Hasselbalch-Gleichung entsteht. 
Die Henderson-Hasselbalch-Gleichung ist somit:
{\displaystyle \mathrm {pH} =\mathrm {p} K_{\mathrm {S} }+\log _{10}{\frac {c\left(\mathrm {A^{-}} \right)}{c\left(\mathrm {HA} \right)}},}
bzw. äquivalent aufgrund der Rechenregeln für Logarithmen
{\displaystyle \mathrm {pH} =\mathrm {p} K_{\mathrm {S} }-\log _{10}{\frac {c\left(\mathrm {HA} \right)}{c\left(\mathrm {A^{-}} \right)}}}
Im Pufferbereich der Säure-Base-Titration ist {\displaystyle {\frac {c\left(\mathrm {A^{-}} \right)}{c\left(\mathrm {HA} \right)}}={\frac {\tau }{1-\tau }}}, wobei {\displaystyle \tau } der Titrationsgrad bzw. Assoziationsgrad ist. Man kann daher schreiben:
{\displaystyle \mathrm {pH} =\mathrm {p} K_{\mathrm {S} }+\log _{10}{\frac {\tau }{1-\tau }}}
ist dabei das Verhältnis der Stoffmenge (bzw. der Konzentration) der zugefügten Maßlösung zur Stoffmenge (bzw. der Konzentration) des zu bestimmenden Stoffes.
Im Bereich von {\displaystyle \tau \approx 0} bzw. {\displaystyle \tau \approx 1} bzw. bei stärkerer Verdünnung (unter 0,01 M) werden Berechnungen mit dieser Formel allerdings zunehmend ungenauer, da dann auch die geringe Protolyse von HA bzw. A− mit dem verwendeten Lösungsmittel bzw. die Autoprotolyse des Wassers um den pH-Wert 7 (z. B. beim Phosphatpuffer) mit in die Konzentrationsberechnung einfließen müssten, es bei Nichtberücksichtigung dieser Konzentrationen zu Abweichungen von bis zu 0,4 pH-Einheiten vom berechneten Wert kommen kann.
Für eine genaue Berechnung solcher pH-Werte leitet man sich die benötigten Gleichungen jeweils aus dem Massenwirkungsgesetz für die beteiligten Komponenten her, wobei exakterweise auch nicht mehr mit Konzentrationen, sondern Aktivitäten zu rechnen ist.

## Herleitung
Zur Herleitung der Henderson-Hasselbalch-Gleichung aus der oben angegebenen Gleichung einer allgemeinen Säure-Base-Reaktion eignet sich folgende Form des Massenwirkungsgesetzes:
{\displaystyle K={\frac {c(\mathrm {{H}_{3}O^{+}} )\cdot c(\mathrm {A^{-}} )}{c(\mathrm {H_{2}O} )\cdot c(\mathrm {HA} )}};}
hierbei ist {\displaystyle K} die Gleichgewichtskonstante. - Multiplikation der Gleichung mit {\displaystyle c(\mathrm {H_{2}O} )\cdot \mathrm {\frac {l}{mol}} } und Einsetzen von {\displaystyle K_{\mathrm {S} }=K\cdot c(\mathrm {H_{2}O} )} ergibt: 
{\displaystyle K_{\mathrm {S} }\cdot \mathrm {\frac {l}{mol}} ={\frac {c(\mathrm {{H}_{3}O^{+}} )\cdot c(\mathrm {A^{-}} )}{c(\mathrm {HA} )}}\cdot \mathrm {\frac {l}{mol}} ;}
{\displaystyle K_{\mathrm {S} }\cdot \mathrm {\frac {l}{mol}} =c(\mathrm {{H}_{3}O^{+}} )\cdot \mathrm {\frac {l}{mol}} \cdot {\frac {c(\mathrm {A^{-}} )}{c(\mathrm {HA} )}};}
Logarithmieren zur Basis 10, Anwendung der Rechenregel für den Logarithmus von Produkten:
{\displaystyle \log _{10}\left(K_{S}\cdot \mathrm {\frac {l}{mol}} \right)=\log _{10}\left(c(\mathrm {{H}_{3}O^{+}} )\cdot \mathrm {\frac {l}{mol}} \right)+\log _{10}\left({\frac {c(\mathrm {A^{-}} )}{c(\mathrm {HA} )}}\right)}
Subtraktion der linken Seite und des linken Summanden der rechten Seite: 
{\displaystyle -\log _{10}\left(c(\mathrm {{H}_{3}O^{+}} )\cdot \mathrm {\frac {l}{mol}} \right)=-\log _{10}\left(K_{S}\cdot \mathrm {\frac {l}{mol}} \right)+\log _{10}\left({\frac {c(\mathrm {A^{-}} )}{c(\mathrm {HA} )}}\right)}
Anwendung der im Text genannten Definitionen von {\displaystyle \mathrm {pH} } und {\displaystyle \mathrm {pK_{s}} }:
{\displaystyle \mathrm {pH} =\mathrm {pK_{s}} +\log _{10}{\frac {c\left(\mathrm {A^{-}} \right)}{c\left(\mathrm {HA} \right)}};}
mit der Rechenregel für den Logarithmus von Quotienten: 
{\displaystyle +\log _{10}{\frac {c\left(\mathrm {A^{-}} \right)}{c\left(\mathrm {HA} \right)}}\quad =\log _{10}c\left(\mathrm {A^{-}} \right)-\log _{10}c\left(\mathrm {HA} \right)\quad =-[\log _{10}c\left(\mathrm {HA} \right)-\log _{10}c\left(\mathrm {A^{-}} \right)]\quad =-\log _{10}{\frac {c\left(\mathrm {HA} \right)}{c\left(\mathrm {A^{-}} \right)}}}
eingesetzt:
{\displaystyle \mathrm {pH} =\mathrm {pK_{s}} -\log _{10}{\frac {c\left(\mathrm {HA} \right)}{c\left(\mathrm {A^{-}} \right)}}.}

## Kurvendiskussion
Um den oben genannten Teilverlauf von Säure-Base-Titrationskurven theoretisch aus der Henderson-Hasselbalch-Gleichung herzuleiten, lässt sich deren Schreibweise mit Titrationsgrad {\displaystyle \tau } als eine Funktion {\displaystyle \mathrm {pH} =f(\tau )} auffassen und {\displaystyle f(\tau )} mit Mitteln der Kurvendiskussion untersuchen. Hierbei liegen die definierten Argumente {\displaystyle \tau } im offenen Intervall {\displaystyle (0,1)}. Diese mathematische Untersuchung ergibt:
- {\displaystyle f(\tau )} ist überall streng monoton steigend. (1)
- {\displaystyle f(\tau )} hat genau einen Wendepunkt {\displaystyle W(\textstyle \tau ={\frac {1}{2}}|\mathrm {pH} =\mathrm {p} K_{\mathrm {S} })}, in dem die Steigung des Graphen von {\displaystyle f(\tau )} minimal ist, also der {\displaystyle \mathrm {pH} } bei Veränderung von {\displaystyle \tau } am wenigsten schwankt. (2)
- {\displaystyle f(\tau )} ist punktsymmetrisch zu {\displaystyle W}. (3)

Der Wendepunkt {\displaystyle W} entpuppt sich als der Halbäquivalenzpunkt der alkalimetrischen Titration einer mittelstarken Säure. In einer geeigneten Umgebung von {\displaystyle W} (d. h. in einer solchen, in der die oben für {\displaystyle \tau \approx 0} bzw. {\displaystyle \tau \approx 1} genannten Effekte vernachlässigt werden können) stimmt der aus der Henderson-Hasselbalch-Gleichung theoretisch herleitbare Kurvenverlauf gut mit dem empirisch gefundenen überein. Insbesondere bedeutet die Aussage (2), dass im betrachteten Teilverlauf der Titration die Pufferung für {\displaystyle \mathrm {pH} \approx \mathrm {p} K_{\mathrm {S} }} am stärksten ist.
| Beweis der Behauptungen (1), (2), (3) mit Mitteln der Kurvendiskussion |
| - Mit {\displaystyle c=:\mathrm {p} K_{\mathrm {S} }} als schnellere Schreibweise des (für eine gegebene Titration konstanten) {\displaystyle \mathrm {p} K_{\mathrm {S} }}-Wertes und der Basisumrechnung {\displaystyle \textstyle \log _{10}(x)={\frac {\ln(x)}{\ln(10)}}}, bei der {\displaystyle \ln } der natürliche Logarithmus ist, folgt die Darstellung: {\displaystyle \mathrm {pH} =\quad f(\tau )=\mathrm {p} K_{\mathrm {S} }+\log _{10}\left({\frac {\tau }{1-\tau }}\right)=c+\log _{10}\left({\frac {\tau }{1-\tau }}\right)=c+{\frac {1}{\ln(10)}}\cdot \ln \left({\frac {\tau }{1-\tau }}\right)} mit der Ableitungsregel für die konstante Funktion, Ableitung {\displaystyle \textstyle \ln '(x)={\frac {1}{x}}}, der Kettenregel und der Quotientenregel für die innere Funktion ist: {\displaystyle f'(\tau )=\left(c+{\frac {1}{\ln(10)}}\cdot \ln \left({\frac {\tau }{1-\tau }}\right)\right)'={\frac {1}{\ln(10)}}\cdot {\frac {1-\tau }{\tau }}\cdot {\frac {1-\tau +\tau }{(1-\tau )^{2}}}={\frac {1}{\ln(10)}}\cdot {\frac {1}{\tau (1-\tau )}}={\frac {1}{\ln(10)}}\cdot (\tau -\tau ^{2})^{-1}} dass der Funktionsterm {\displaystyle {\frac {1}{\ln(10)}}\cdot {\frac {1}{\tau (1-\tau )}}} von {\displaystyle f'(\tau )} für alle {\displaystyle \tau \in (0,1)} positiv ist, ist hinreichend für (1). - Zum Nachweis von (2) ist hinreichend zu zeigen, dass {\displaystyle f'(\tau )} bei {\displaystyle \textstyle \tau ={\frac {1}{2}}} ein globales Minimum hat (2'). - Mit Potenzregel und Kettenregel ist: {\displaystyle f''(\tau )=\left({\frac {1}{\ln(10)}}\cdot \left(\tau -\tau ^{2}\right)^{-1}\right)'={\frac {1}{\ln(10)}}\cdot {\frac {-(1-2\tau )}{(\tau -\tau ^{2})^{2}}}={\frac {{\frac {1}{\ln(10)}}\cdot (2\tau -1)}{(\tau (1-\tau ))^{2}}}} die Nennerfunktion von {\displaystyle f''(\tau )} ist für alle {\displaystyle \tau \in (0,1)} (von {\displaystyle 0} verschieden und daher) positiv, die Zählerfunktion ist eine überall streng monoton steigende lineare Funktion mit genau der Nullstelle {\displaystyle \textstyle \tau ={\frac {1}{2}}}. Also hat auch {\displaystyle f''(\tau )} genau die Nullstelle {\displaystyle \textstyle \tau ={\frac {1}{2}}} und ist für kleinere {\displaystyle \tau } negativ, für größere {\displaystyle \tau } positiv. Das ist hinreichend für (2'). Der Funktionswert des Wendepunktes ist {\displaystyle \mathrm {pH} \left({\frac {1}{2}}\right)=f\left({\frac {1}{2}}\right)=c+\log _{10}{\frac {\frac {1}{2}}{1-{\frac {1}{2}}}}=c+\log _{10}(1)=c+0=\mathrm {p} K_{\mathrm {S} }} - Die Punktsymmetrie zum Wendepunkt (Behauptung (3)) folgt mit dem Reziprozitätsgesetz für Logarithmen aus der Umformung {\displaystyle f\left({\frac {1}{2}}-\tau _{0}\right)-c=c+\log _{10}{\frac {{\frac {1}{2}}-\tau _{0}}{1-({\frac {1}{2}}-\tau _{0})}}-c=\log _{10}{\frac {{\frac {1}{2}}-\tau _{0}}{{\frac {1}{2}}+\tau _{0}}}=-\log _{10}{\frac {{\frac {1}{2}}+\tau _{0}}{{\frac {1}{2}}-\tau _{0}}}=c-\left(c+\log _{10}{\frac {{\frac {1}{2}}+\tau _{0}}{1-({\frac {1}{2}}+\tau _{0})}}\right)=c-f\left({\frac {1}{2}}+\tau _{0}\right)}. |